# Vlag van Luik (stad)
De vlag van Luik is nooit door de gemeenteraad van de Luikse gemeente Luik vastgesteld, maar wel gebruikt. De vlag kan als volgt worden beschreven:
Twee even lange banen van rood en van geel.
De kleuren van de vlag zijn ontleend aan het gemeentewapen. Deze vlag was reeds lang in gebruik. Vroeger gebruikt deze gemeentevlag als de historische vlag van het Prinsbisdom Luik en de Luikse Republiek.